# 树脂毒素
树脂毒素（英語：Resiniferatoxin，簡稱RTX）是一种天然的化学物质，存在于大戟属的树脂大戟（學名：Euphorbia resinifera，一种常见于摩洛哥的仙人掌类植物）中，也存在於尼日利亚北部的多肉植物贝信麒麟中。树脂毒素是辣椒中活性成分辣椒素的一种超强类似物，估计比辣椒素辣度高500到1000倍（估计史高维尔指标在80到160亿史高维尔单位之间）。

## 生物学活性
树脂毒素可以激活部分涉及伤害感受（即生理性疼痛的传递）的感覺神經元細胞膜上的TRPV1，該受體是感觉神经元细胞膜上的离子通道，被树脂毒素的刺激後可以使鈣離子等阳离子通透。阳离子的流入导致神经元去极化，传递的刺激信号类似于受神经支配的组织被烧伤或损坏时传递的信号。而此刺激之后常伴隨是离子通道失活和痛覺減緩，可能是神经末梢的钙超载造成。

## 全合成

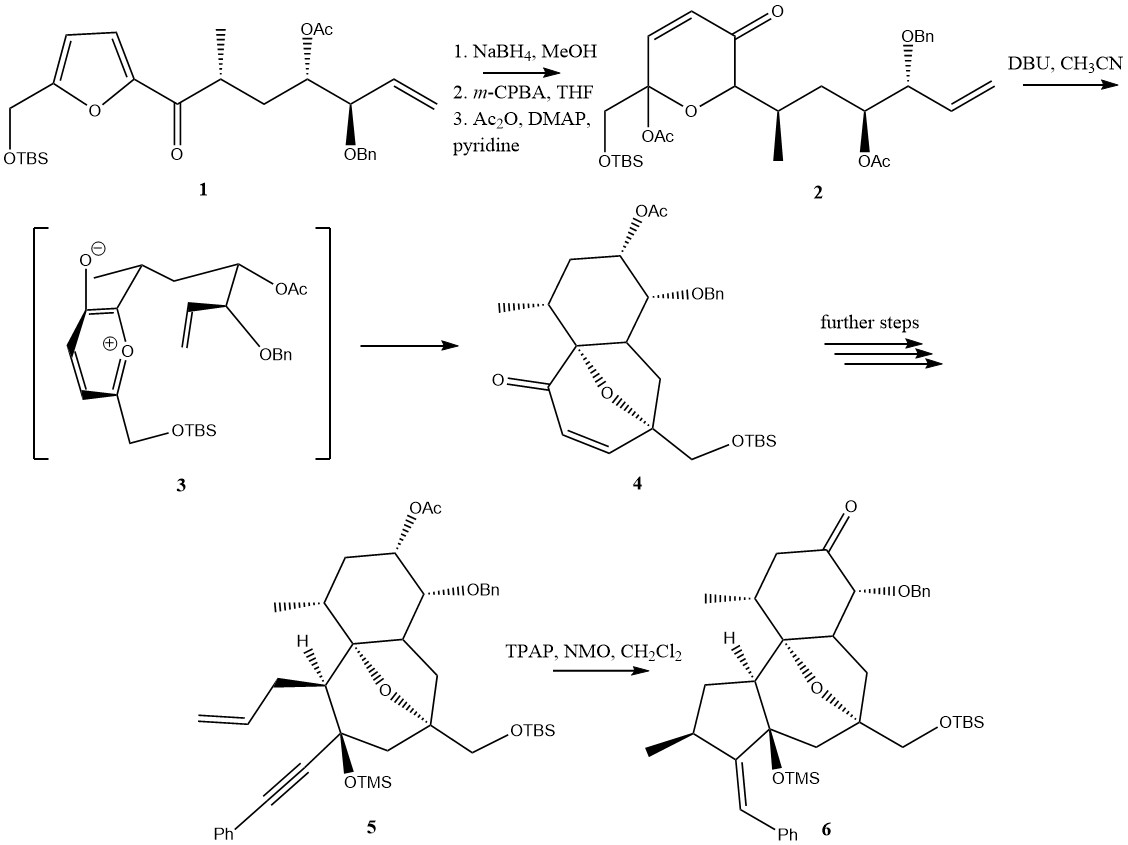
保羅·溫德團隊合成樹脂毒素三環骨架的步驟

1997年，斯坦福大学化學系的保羅·溫德的研究團隊完成了(+)-树脂毒素的全合成。该方法以1,4-戊二烯-3-醇作为原料开始，經由超过25个重要步骤合成樹脂毒素。
合成诸如树脂毒素分子的主要挑战之一是合成该结构的三环骨架。保羅·溫德的團隊通过首先合成中间体1形成第一个环，通过还原中间体1的酮，然后用m-CPBA氧化呋喃核并将得到的羟基转化为羟乙酸酯，可以得到中间体2。当用DBU在乙腈中加热时，它通过氧化吡喃环加成反应，通过中间体3形成中间体4。需要几个合成步骤以从中间体4形成中间体5，主要目的是将七元环的烯丙基分支定位为反式构象。一旦实现这种构象，就可以利用锆茂介导实现中间体5的环化，之後再以TPAP氧化此過程中產生的羟基，而产生中间体6。中间体6已包含RTX骨架的三个环，然后可以通过附加所需官能团的额外合成步骤转化为树脂毒素。
合成三环骨架的另一种方法是利用自由基反应在一步中产生第一和第三环，然后产生剩余的环，由东京大学井上将行的研究團隊提出。

## 毒性
树脂毒素是有毒的，微量即可造成化学灼伤。树脂毒素的主要作用是激活负责感知疼痛的感觉神经元。它是目前已知的最有效的TRPV1激动剂，其对TRPV1的结合亲和力比辣椒素高约500倍。动物实验表明，对于人类，摄入10克可能对健康造成严重损害，甚至致命。